# Grete Rehor

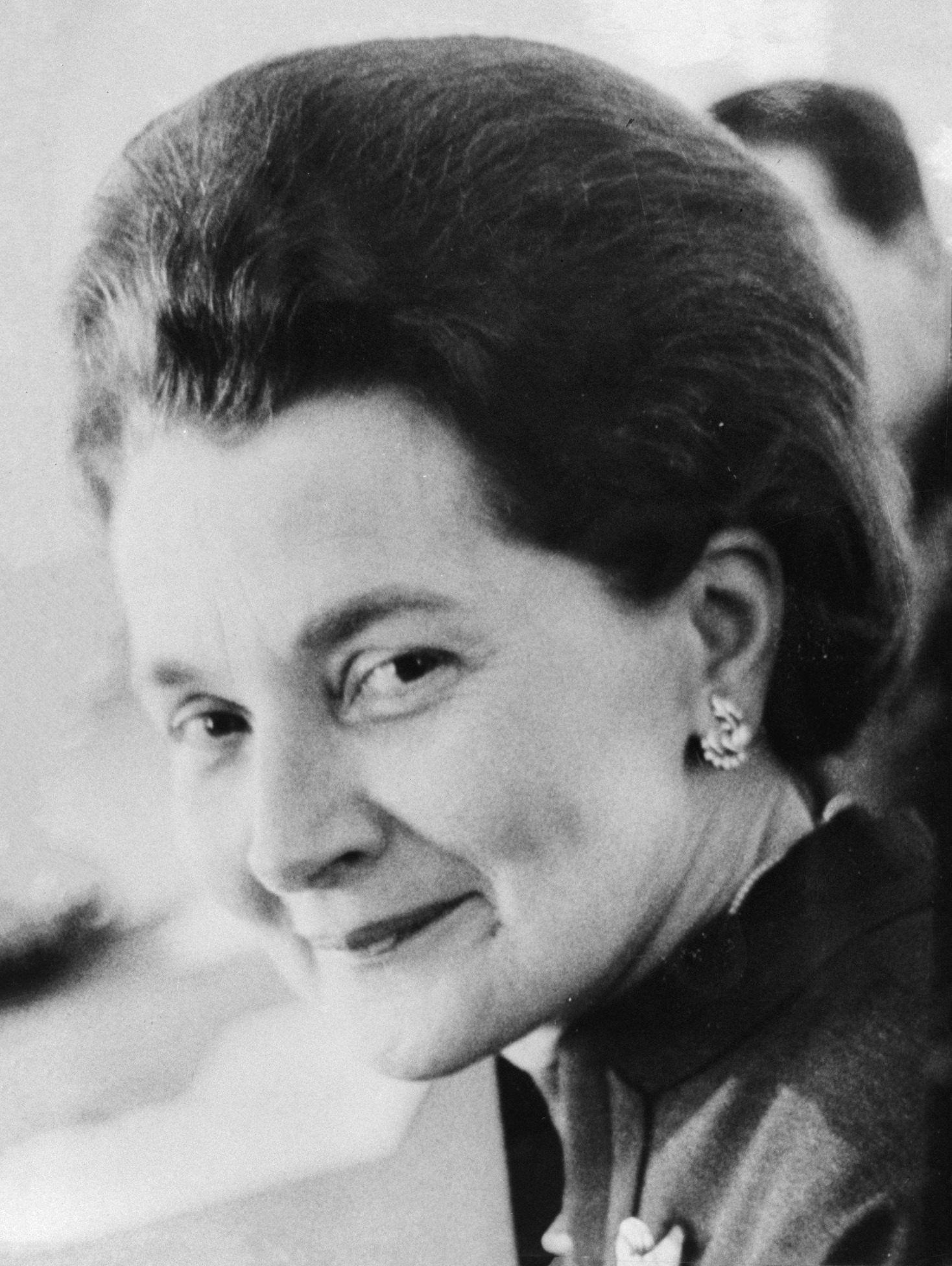
Grete Rehor (1966)

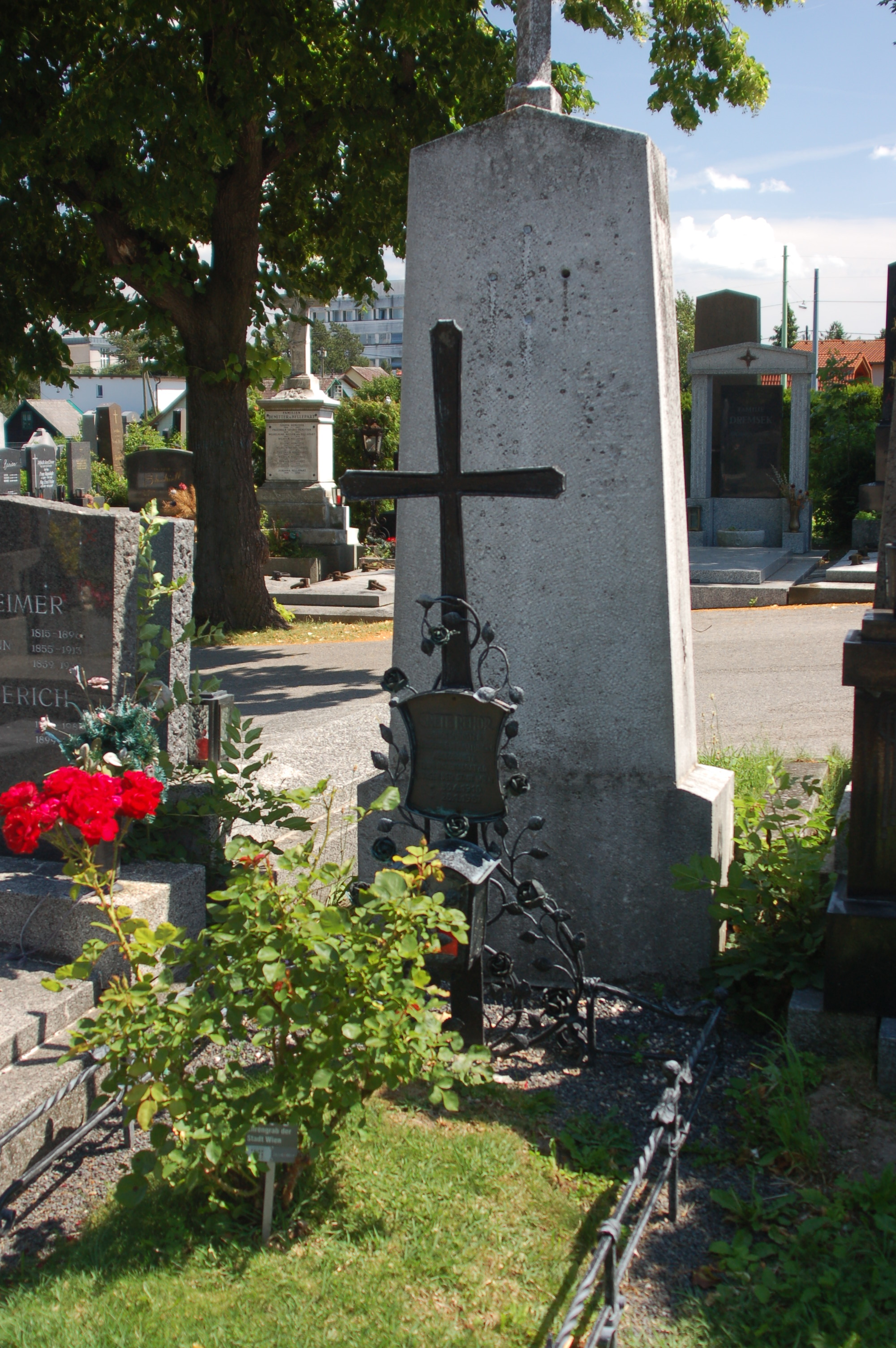
Grabmal von Grete Rehor auf dem Ottakringer Friedhof

Grete Rehor (* 30. Juni 1910 in Wien als Grete Daurer; † 28. Januar 1987 ebenda) war eine österreichische Politikerin (ÖVP) und die erste österreichische Ministerin.

## Jugend und Ausbildung
Grete Rehor wurde 1910 als zweites von drei Kindern einer diplomierten Krankenschwester und eines Beamten in Wien geboren. Ihr Vater kehrte aus dem Ersten Weltkrieg nicht mehr zurück. Nach der fünfjährigen Volksschule in Wien-Josefstadt besuchte sie die Bürgerschule und ein einjähriges Lehrerseminar. Allerdings konnte sie ihren Berufswunsch, Lehrerin zu werden, wegen der schweren wirtschaftlichen Zeiten in den Nachkriegsjahren nicht verwirklichen. So begann sie als Textilarbeiterin zu arbeiten, um sich den Besuch einer Handelsschule zu ermöglichen. „Ihr war schon damals bewusst, dass nur eine qualifizierte Berufsausbildung dem sozialen und wirtschaftlichen Aufstieg der Arbeitnehmer in Österreich förderlich sein kann.“ In sozialpolitischen Abendkursen holte sie sich „...das geistige Rüstzeug für ihre spätere gewerkschaftliche und politische Tätigkeit“.
„Ihre gewerkschaftliche Tätigkeit begann im Jahre 1927 als hauptamtliche Sekretärin im Zentralverband der christlichen Textilarbeiter Österreichs.“ In dieser Zeit starb ihre Mutter; somit war Grete Rehor im Alter von 19 Jahren Vollwaise. Von 1928 bis 1938 war sie das erste weibliche Mitglied im Jugendbeirat der Arbeiterkammer Wien. Sie konnte sich mit den Problemen der arbeitenden Jugend identifizieren und ihnen als deren Sprecherin in vielen Bereichen Beratung und Hilfe angedeihen lassen. So hatte sie einen maßgeblichen Einfluss in den Aktionen „Jugend am Werk“, „Jugend in Not“ und „Jugend in Arbeit“.
Im Jahr 1935 heiratete sie den christlichen Gewerkschafter und späteren Stadtrat Karl Rehor. Ihr Mann gründete zusammen mit dem späteren Bundeskanzler Josef Klaus die christliche Jugendbewegung Junge Front im Arbeiterbund. Nach der Machtübernahme der Nationalsozialisten wurde Karl Rehor zuerst inhaftiert, wenig später zur Wehrmacht eingezogen und fiel 1943 in Stalingrad. Grete Rehor war nun Kriegswitwe und alleinerziehende Mutter einer Tochter, der sie jedoch ein akademisches Studium ermöglichen konnte.

## Gewerkschaftskarriere in der Zweiten Republik
1945, kurz nach Kriegsende, entstand der Österreichische Gewerkschaftsbund. Unmittelbar darauf wurde Grete Rehor als Fachgruppensekretärin der Weber in der Gewerkschaft der Textil-, Bekleidungs- und Lederarbeiter tätig. Am 16. April 1948 wurde sie Vorsitzenden-Stellvertreterin und als Bundesvorsitzende der FCG in diese Fachgewerkschaft gewählt, die eine der größten Gewerkschaften in dieser Zeit war. Somit war der erste grundlegende Schritt für ihre spätere Ministerkarriere getan, denn: „um für die Position als SozialministerIn überhaupt in Frage zu kommen, war – den bisherigen politischen Gepflogenheiten und der Realverfassung zufolge – eine hohe Funktion in einem Verband Voraussetzung.“ Daneben war Rehor noch Bundesvorsitzende der Fraktion Christlicher Gewerkschafter in dieser Fachgewerkschaft. Unter schwierigsten Bedingungen suchte sie den Kontakt mit allen Gewerkschaftern im ganzen Land aufrechtzuerhalten. Viele Wege mussten damals zu Fuß gemacht werden, und Österreich sowie seine Hauptstadt waren überdies in vier Besatzungszonen aufgeteilt. Zudem standen einige Betriebe auch unter der Führung von Besatzungstruppen.
Bereits an den ersten Lohn- und Tarifverhandlungen beteiligte sich Grete Rehor maßgeblich und erfolgreich. Durch ihren Einsatz wurde sie von beiden Sozialpartnern hoch geschätzt, und ihrem Bemühen ist es zu verdanken, dass die Lohnunterschiede zwischen männlichen und weiblichen Arbeitern aufgehoben wurden. Grete Rehor verfolgte das politische Ziel Gleicher Lohn für gleiche Arbeit.
„Im Rahmen des Frauenreferats des ÖGB übte sie die Funktion einer Vorsitzendenstellvertreterin aus und als Mitglied des Bundesvorstandes des ÖGB arbeitete sie intensiv an der Schaffung eines einheitlichen Gewerkschaftsbundes.“
1949 wurde sie von der Österreichischen Volkspartei als erste Frau für den größten Wahlbezirk, Wien-West, nominiert. So nahm sie von 1949 bis 1970 ihre Verantwortung als Abgeordnete zum Nationalrat wahr. Vor allem setzte sie sich für berufstätige Frauen und Mütter ein, und so gründete sie 1957 das Frauenreferat des ÖAAB, das sie bis 1975 leitete. Grete Rehor versuchte, Frauen für politische und gewerkschaftliche Tätigkeiten in Betrieben und Dienststellen zu motivieren und machte die „Frauen im ÖAAB“ zur stärksten Frauengruppierung der ÖVP.

## Im Amt der Sozialministerin
Am 6. März 1966 errang die ÖVP in der Nationalratswahl die absolute Mehrheit. Koalitionsverhandlungen mit der SPÖ scheiterten, daher wurde eine Alleinregierung gebildet. Grete Rehor wurde die erste Bundesministerin der Republik Österreich. Als weibliches Mitglied einer Bundesregierung folgte sie damit Helene Postranecky, welche in der Provisorischen Staatsregierung Renner 1945 jedoch kein Ministeramt innehatte.
„Es ist wichtig und richtig, wenn Frauen auch in höchste Positionen vordringen. Dies entspricht nicht nur der Bevölkerungs- und Beschäftigungsstruktur, sondern auch der Wählerstruktur“, sagte sie an ihrem ersten Amtstag im Mai 1966 zur Neuen illustrierten Wochenschau.
„In ihrer Amtsperiode setzte sie Meilensteine für die Arbeitnehmer: Arbeitsmarktförderungsgesetz, Hausbesorgergesetz, die Weiterführung der Kodifikation des Arbeitsrechts und die Einführung eines neuen Feiertages, des 8. Dezembers, sind alleinige Entscheidungen ihrer Persönlichkeit.“ Unter Rehor stieg das Sozialbudget von 1965 bis 1970 um 66 %, und die reale Erhöhung der Pensionen betrug 22 %, ein Ausmaß, das seither nicht mehr erreicht wurde; ebenso setzte sie ein neues Lebensmittelgesetz durch. Insgesamt wurden mehr als hundert Sozialgesetze während ihrer Amtszeit verabschiedet

## Nach 1970
Nach der Wahlniederlage der ÖVP im Jahre 1970 fand ihre Karriere als Sozialministerin ein Ende. Rehor war aber in der Folgezeit Vizepräsidentin der ARGE – Dachorganisation für 61 Behindertenverbände und Obfrau der Jugendfreunde sowie in der Liga für Menschenrechte.
Am 28. Januar 1987 starb die Politikerin im Alter von 76 Jahren in Wien. Ihre letzte Ruhestätte befindet sich in einen Ehrengrab der Stadt Wien, auf dem Ottakringer Friedhof.
Zur Erinnerung an ihre Person beschloss der Wiener Gemeinderat einstimmig, den Park am Schmerlingplatz in Grete-Rehor-Park umzubenennen. Auch gibt es den Grete-Rehor-Hilfsfonds, der sich um behinderte Jugendliche kümmert.
Der Grete-Rehor-Staatspreis wurde 2023 von Frauenministerin Susanne Raab an Francesca Ferlaino verliehen.